# Kąsaczowate
Kąsaczowate (Characidae), kąsacze, dawniej characynowate (Characinidae) – najliczniejsza w gatunki rodzina ryb kąsaczokształtnych (Characiformes). Nie mają większego znaczenia gospodarczego. Wiele z nich – w tym bystrzyki, zwinniki, błyszczyki, neony i barwieńce – spotykanych jest w akwarystyce.

## Zasięg występowania
Miejscem ich naturalnego występowania jest Ameryka – od Teksasu i Meksyku przez Amerykę Środkową po Amerykę Południową. Dawniej zaliczano do nich gatunki afrykańskie obecnie wydzielane do rodziny alestesowatych (Alestiidae). Kąsaczowate występują w strefie tropikalnej i subtropikalnej. Jak wszystkie kąsaczokształtne, zasiedlają wyłącznie wody słodkie.

## Opis
Wyróżniają się obecnością płetwy tłuszczowej i uzębionymi szczękami. Do kąsaczowatych należą w większości ryby małe. Przystosowały się do życia w różnych środowiskach. Występują formy roślinożerne, drapieżne i wszystkożerne. Z reguły zamieszkują środkową i górną warstwę wody. Często łączą się w stada. Są to zwykle ryby żwawe i zwinne. W ubarwieniu wielu gatunków występują jaskrawe znaki służące utrzymaniu kontaktu. Kąsaczowate są rybami jajorodnymi rozsiewającymi ikrę na roślinnym podłożu. Jedynie w podrodzinie Stevardiinae następuje specyficzna forma zapłodnienia przypominająca zapłodnienie wewnętrzne.

## Klasyfikacja
Rodzaje zaliczane do tej rodziny:
Acanthocharax – Acestrocephalus – Acinocheirodon – Acrobrycon – Amazonspinther – Aphyocharacidium – Aphyocharax – Aphyocheirodon – Aphyodite – Argopleura – Astyanacinus – Astyanax – Atopomesus – Attonitus – Aulixidens – Axelrodia – Bario – Boehlkea – Brachychalcinus – Bramocharax – Brittanichthys – Bryconacidnus – Bryconadenos – Bryconamericus – Bryconamericus – Bryconella – Bryconexodon – Caiapobrycon – Carlana – Ceratobranchia – Charax – Cheirodon – Cheirodontops – Chrysobrycon – Compsura – Coptobrycon – Corynopoma – Creagrutus – Ctenobrycon – Cyanocharax – Cyanogaster – Cynopotamus – Dectobrycon – Deuterodon – Diapoma – Ectrepopterus – Exodon – Galeocharax – Genycharax – Gephyrocharax – Glandulocauda – Grundulus – Gymnocharacinus – Gymnocorymbus – Gymnotichthys – Hasemania – Hemibrycon – Hemigrammus – Heterocheirodon – Hollandichthys – Hyphessobrycon – Hypobrycon – Hysteronotus – Inpaichthys – Iotabrycon – Jupiaba – Knodus – Kolpotocheirodon – Landonia – Lepidocharax – Leptagoniates – Leptobrycon – Lophiobrycon – Macropsobrycon – Markiana – Megalamphodus – Microgenys – Microschemobrycon – Mimagoniates – Mixobrycon – Moenkhausia – Monotocheirodon – Myxiops – Nanocheirodon – Nantis – Nematobrycon – Nematocharax – Odontostilbe – Odontostoechus – Oligobrycon – Oligosarcus – Orthospinus – Othonocheirodus – Oxybrycon – Paracheirodon – Paragoniates – Parapristella – Parastremma – Parecbasis – Petitella – Phallobrycon – Phenacobrycon – Phenacogaster – Phenagoniates – Piabarchus – Piabina – Planaltina – Poptella – Priocharax – Prionobrama – Pristella – Probolodus – Prodontocharax – Psellogrammus – Pseudochalceus – Pseudocheirodon – Pseudocorynopoma – Pterobrycon – Ptychocharax – Rachoviscus – Rhinobrycon – Rhinopetitia – Rhoadsia – Roeboexodon – Roeboides – Saccoderma – Schultzites – Scissor – Scopaeocharax – Serrabrycon – Serrapinnus – Spintherobolus – Stethaprion – Stichonodon – Stygichthys – Tetragonopterus – Thayeria – Thrissobrycon – Trochilocharax – Tucanoichthys – Tyttobrycon – Tyttocharax – Xenagoniates – Xenurobrycon